# Hans Julius Zassenhaus

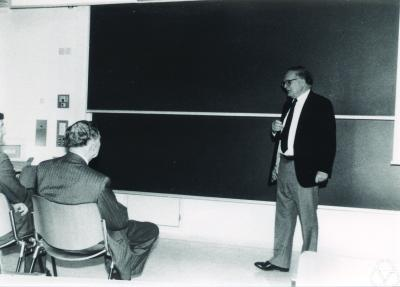
Hans Julius Zassenhaus

Hans Julius Zassenhaus (ur. 28 maja 1912 w Koblencji, zm. 21 listopada 1991 w Ohio) – niemiecki matematyk, znany ze swoich prac z zakresu algebry uniwersalnej oraz jako pionier systemów algebry komputerowej.

## Życiorys
Zassenhaus był studentem, a następnie asystentem Emila Artina. W późniejszych latach był profesorem na Uniwersytecie McGill w Montrealu, University of Notre Dame oraz Ohio State University. Był także jednym z założycieli Journal of Number Theory.

## Ważne publikacje
- Hans Julius Zassenhaus, Lehrbuch der Gruppentheorie, Lipsk: 1937 – znana książka dotycząca teorii grup oparta na kursie Emila Artina, który odbył się na Uniwersytecie w Hamburgu na przełomie lat 1933 i 1934.